# Pévy
Pévy is een gemeente in het Franse departement Marne (regio Grand Est) en telt 225 inwoners (1999). De plaats maakt deel uit van het arrondissement Reims.

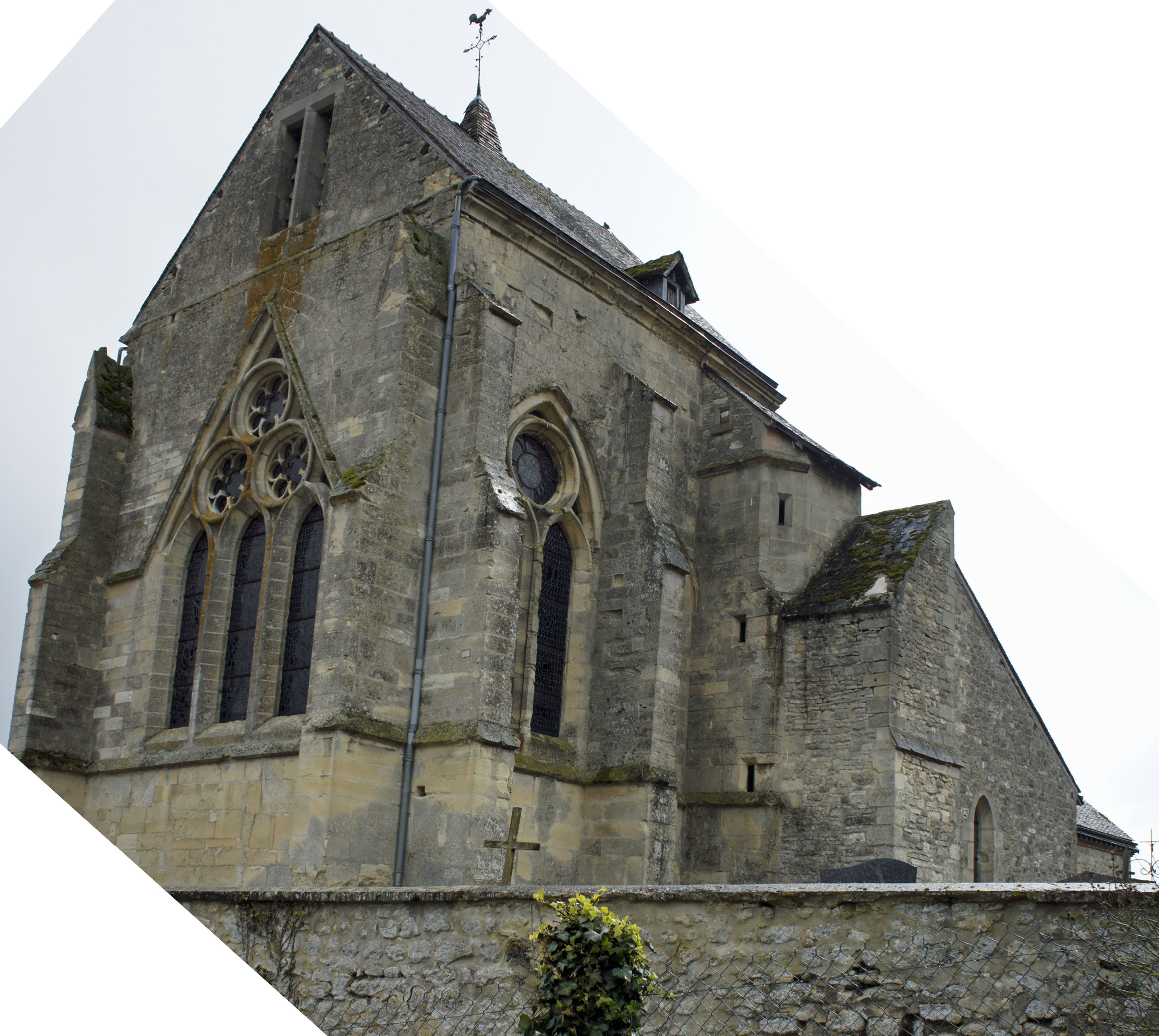
Kerk in Pévy
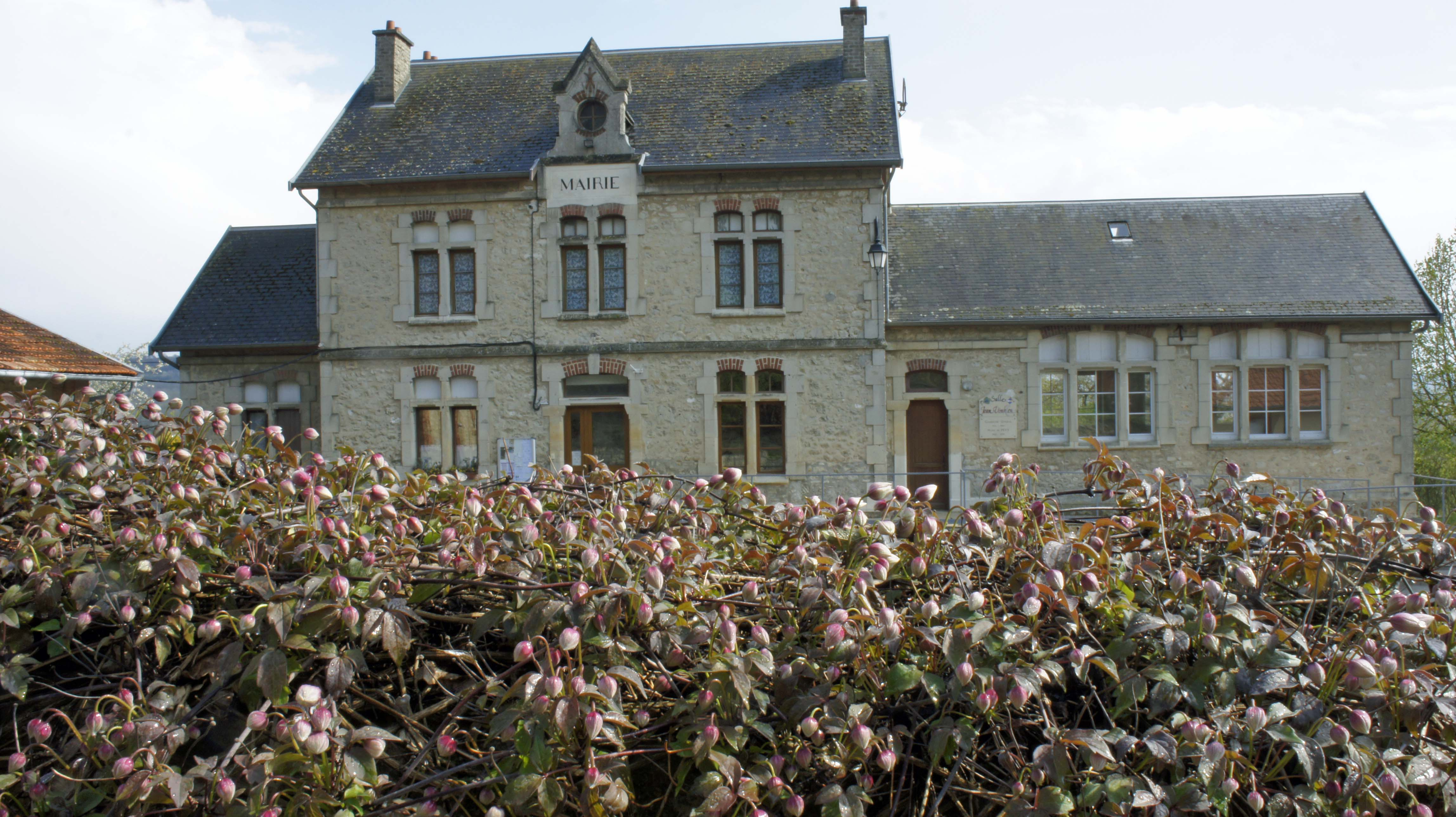
Gemeentehuis

## Geografie
De oppervlakte van Pévy bedraagt 7,5 km², de bevolkingsdichtheid is 30,0 inwoners per km².
De onderstaande kaart toont de ligging van Pévy met de belangrijkste infrastructuur en aangrenzende gemeenten.

## Demografie
Onderstaande figuur toont het verloop van het inwonertal (bron: INSEE-tellingen).